# 木尾士目
木尾 士目（きお しもく、1974年 - ）は、日本の漫画家。筑波大学芸術専門学群美術専攻日本画コース卒。本名は非公開だが、「陽炎日記」あとがきによればペンネームの木尾士目は本名の漢字をバラしたものである。ただしバラしすぎてそのままでは元に戻らない、とある。血液型はB型。

## 来歴
藤子不二雄の影響を受け、小学生のころより漫画を描き始める。17歳で『週刊少年サンデー』（小学館）に投稿、佳作に入選する。大学在学中の1994年、『点の領域』でアフタヌーン四季賞の四季賞を受賞。『月刊アフタヌーン』（講談社）に掲載されデビューとなる。以後、読み切り作品を集めた『陽炎日記』、連載作品『四年生』、『五年生』と、一貫して大学生活を題材にした作品を発表。「陽炎日記」のあとがきでほのめかしているように、初期はほぼ全ての作品が、作者の恋愛体験をほぼそのままモチーフにした、大学入学から就職後までを含めた男女の生々しい恋愛体験を描いている。
2002年より連載されたオタク系大学サークルをコミカルに描いた『げんしけん』でも、オタクと「一般人」の感覚の違いをリアルに描くという作風は続く。しかし連載後半にはややライトな作風へと転じていき、キャラクター同士のかけあいが中心的になっていく。一時、高野文子の「二の二の六」でアシスタントをしていた。
また2006年には『くじびきアンバランス』のみ人物設定などを変更して再度テレビアニメ化。そのコミカライズ作品も2006年から2007年まで『月刊アフタヌーン』誌で連載され、ネームを木尾自身が手がけている（作画は小梅けいと）。2007年には『げんしけん』が再び単独でテレビアニメ化。これら2作のアニメ作品では一部脚本も手がけている。
2008年『月刊アフタヌーン』7月号から2010年同誌8月号まで、双子の18歳の姉妹が赤ん坊の養育に奮闘する様子を描く子育て漫画『ぢごぷり』を連載。
2010年『月刊アフタヌーン』2月号に「アニメ『げんしけん2』DVD-BOX発売記念特別読み切り」として、『げんしけん』の後日談（第56話）が掲載され、2010年12月号から読み切り版のつづき（第57話 - ）となる『げんしけん -二代目-』が期間限定で連載再開。2013年には、シリーズ三度目のテレビアニメ化。

## 作品リスト

### 漫画
- 点の領域（1994年、単行本『陽炎日記』に収録）
- 陽炎日記（1995年 - 1996年、講談社『月刊アフタヌーン』全1巻）
- 四年生（1997年 - 1998年、講談社『月刊アフタヌーン』全1巻）
- 五年生（1998年 - 2001年、講談社『月刊アフタヌーン』全5巻）
- クラカチットの街（2002年、読み切り作品 『新装版　陽炎日記』に前編、『新装版　四年生』に後編を収録）
- げんしけん（2002年 - 2006年、講談社『アフタヌーン』全9巻）
  - げんしけん -二代目-（2010年 - 2016年、講談社『月刊アフタヌーン』全12巻）
- くじびき♥アンバランス（小梅けいと作画、2006年 - 2007年、講談社『月刊アフタヌーン』全2巻）
- ぢごぷり（2008年 - 2010年、講談社『月刊アフタヌーン』全2巻）
- Spotted Flower（2009年 - 連載中、白泉社『楽園 Le Paradis』既刊7巻）
- はしっこアンサンブル（2018年 - 2022年、講談社『月刊アフタヌーン』全8巻）

### イラスト
- アニメ『さよなら絶望先生』（第5話エンドカード）（久米田康治原作、新房昭之監督、2007年）
- とある科学の超電磁砲5巻巻末イラスト（2010年）

### テレビアニメ脚本
- くじびき♥アンバランス（2006年）
- げんしけん2（2007年）